# Matilde de Suabia
Matilde de Suabia (998/9 - 1030/4) fue un miembro de la dinastía conradina. Se casó primero con el duque Conrado I de Carintia y después con Federico II de Alta Lotaringia. Tuvo un papel importante a la hora de promocionar a su hijo, Conrado II, como un candidato al trono alemán después en 1024. Para esto, mantuvo correspondencia con el rey Miecislao II Lampert de Polonia.

## Biografía

### Familia
Matilde nació hacia 998/9. Sus padres fueron el duque Herman II de Suabia y su esposa Gerberga de Borgoña, hija de Conrado III de Borgoña. Tuvo muchos parientes ilustres. A través de su padre, Matilde descendía de Enrique el Pajarero; por su madre, de Luis IV de Francia y Carlomagno. La hermana de Matilde, Gisela de Suabia se casó con el emperador Conrado II del Sacro Imperio Romano Germánico. Su primo fue el emperador Enrique II.
Después de la muerte de Otón III, el padre de Matilde, Herman, se opuso a la elección de Enrique II como rey de Alemania, y se promovió él mismo como un candidato alternativo para el trono. Tanto Herman como Enrique se basaban en descender de Enrique el Pajarero, progenitor de la dinastía otoniana.)

### Primer matrimonio
Hacia el año 1001/2 Matilde se casó con el duque Conrado de Carintia, miembro de la dinastía salia. Conrado I apoyó la pretensión de su suegro al trono alemán. Su matrimonio fue consanguíneo y fue condenado por Enrique II (el rival de su padre) en el sínodo de Thionville (enero de 1003). A pesar de todo, la pareja permaneció unida hasta la muerte de Conrado en 1011. Después de quedar viuda, su joven hijo, Conrado fue ignorado como sucesor del ducado de Carintia. En lugar de ello, Enrique II (que para entonces ya había sido coronado como rey de Alemania), pasó el ducado a Adalberón de Eppenstein, quien estaba casado con la hermana de Matilde, Beatriz.

### Segundo matrimonio
Matilda se casó con su segundo esposo, Federico II de Alta Lotaringia h. 1012/3. este matrimonio fue también consanguíneo. Se suele mantener que Federico murió hacia el año 1026, aunque es posible que viviera hasta 1033.

### Posible tercer matrimonio
Siguiendo un pasaje del Annalista Saxo, se cree a veces que Matilde tuvo un tercer marido, h. 1026, con Esicón de Ballenstedt. (Esto no es posible si su esposo Federico hubiese vivido hasta 1033.)

### Relación con el emperador Conrado II
Después de la muerte de su primer esposo, el hijo de Matilde, Conrado II (o Conrado "el Joven") fue puesto al cuidado de sus parientes salios, Conrado "el Viejo" (futuro rey de Alemania). Unos pocos años después (h. 1016/7), la hermana de Matilde, Gisela, se casó con Conrado el Viejo. En 1019, Conrado el Viejo apoyó la pretensión de Conrado el Joven al ducado de Carintia frente a Adalberón. El intento no tuvo éxito e hizo que Conrado el Viejo marchara al exilio.
En 1024, el emperador Enrique II murió sin hijos. Tanto Conrado el Viejo como Conrado el Joven (que descendían de Enrique el Pajarero) se promocionaron como candidatos al trono. Conrado el Viejo fue elegido rey de Alemania (como Conrado II) en una asamblea celebrada en Kamba (cerca de Oppenheim) el 4 de septiembre de 1024. Conrado el Joven se negó a aceptar al nuevo rey. El segundo esposo de Matilde, Federico, siguió apoyando a Conrado el Joven, como lo hizo el primo de Conrado, Ernesto II de Suabia. La propia Matilde fue muy activa promocionando a su hijo. 

#### Carta a Miecislao II Lampert de Polonia
Entre 1025 y 1027 Matilde abrió negociaciones con el rey Miecislao II Lampert de Polonia. Mieszko también se opuso a Conrado el Viejo, porque éste se negaba a reconocerlo a él como rey de Polonia. Matilde regaló a Miecislao un valioso manuscrito litúrgico (el Liber de Officiis divinis). La página dedicatoria del libro contiene una carta de Matilde a Miecislao (Epistola ad Mathildis Suevae Misegonem II Poloniae Regem) en la que ella lo llama "rey distinguido", lo alaba por construir nuevas iglesias, y su conocimiento del latín, y le desea fortaleza frente a sus enemigos. La página dedicatoria también contenía una miniatura representando a Matilde entregando el libro a Miecislao, a quien se presenta con una corona y sentado en el trono. El regalo tuvo el efecto deseado, y Miecislao prometió emprender acción militar. Para 1028, sin embargo, Conrado II derrotó a todos sus opositores.
Para el año 1030 Matilde parece haber llegado a un entendimiento con el emperador Conrado II de nuevo. Se unió a Conrado II y su hermana, la emperatriz Gisela, en la corte imperial de Ingelheim en la Pascua de 1030. En 1035, el emperador Conrado II privó a Adalberto del ducado de Carintia por rebelarse contra él. Conrado II restauró a Conrado el Joven en el ducado.

## Fallecimiento
Matilde murió en algún momento después de la Pascua de 1030 (cuando está documentado en la corte imperial) y antes de enero de 1034, cuando el emperador Conrado II emitió un diploma en la intervención de su esposa Gisela, conmemorando su muerte. A menudo se dice que murió el 29 de julio de 1032. Fue enterrada en la catedral de Worms. Tras la muerte de Matilde, sus hijas menores (Beatriz y <Sofía) de su segundo matrimonio con Federico fueron adoptadas por su hermana, la emperatriz Gisela.

## Hijos
Con su primer marido, Conrado, Matilde tuvo tres hijos:
- Conrad II
- Bruno de Wurzburgo, obispo
- Gisela (?), quien se casó con el conde Gerardo de Metz, cuyo hermano fue Bruno de Toul (más tarde papa Gregorio V).

Con su segundo esposo, Federico, Matilde tuvo tres hijos:
- Federico III
- Beatriz
- Sofía

Si se casó una tercera vez, con Esicón, Matilde tuvo otros dos hijos más:
- Adalberto II de Ballenstedt
- Adelaida de Ballenstadt, esposa de Thiemo de Schraplau